# Immanuel Karl Wilhelm Cosmar
Immanuel Karl Wilhelm Cosmar (* 26. März 1763 in Neuruppin; † 7. Oktober 1844 in Berlin) war ein evangelischer Prediger, Konsistorialrat, Journalist, Redakteur und Schriftsteller.

## Leben
Als Sohn des Forstbeamten Erasmus Cosmar wurde er in einem Berliner Waisenhaus erzogen. Er war Schüler am Grauen Kloster in Berlin. Nach seinem Theologiestudium in Halle (Saale) wurde er 1786 als zweiter Prediger und 1824 erster Prediger der Hofgerichts-Kirche in Berlin ordiniert. Cosmar war seit 1804 auch Assistent im Staatsarchiv und wurde 1812 als Konsistorialrat pensioniert. Als Prediger erfolgte seine Emeritierung 1833. Er war langjähriger Redakteur der Voß’schen und der Spener’schen Zeitung, sowie Verfasser teils historisch-archivarischer, teils kirchlicher und religiöser, teils gemeinnütziger Abhandlungen. Ebenfalls stammen einige Personenartikel in der Allgemeinen Deutschen Biographie von ihm. Sein Erbe wurde von ihm testamentlich festgelegt. Er wurde am 10. Oktober 1844 auf dem St. Petri-Luisenstadt-Kirchhof begraben.

## Schriften
- Der Königlich-Preußische und Churfürstlich-Brandenburgische Wirkliche Geheime Staats-Rath an Seinem zweyhundertjährigen Stiftungstage : des fünften Januar 1805. Berlin 1805 (Digitalisat beim MDZ) mit Christian August Ludwig Klaproth
- Die Ereignisse der Jahre 1812 und 1813 in ihren Folgen für die Menschheit, für die jetzige Generation und besonders für den preußischen Staat : ein Blick in die Zukunft. Berlin 1814 (Digitalisat beim MDZ)
- Beiträge zur Untersuchung der gegen den kurbrandenburgschen Geheimen Rath Grafen Adam zu Schwarzenberg erhobnen Beschuldigungen: zur Berichtigung der Geschichte unserer Kurfürsten George Wilhelm und Friedrich Wilhelm. Berlin 1828 (Digitalisat auf Google Books)

- Versuch einer Geschichte des gedachten Wirklich Geheimen Staatsrats, nach Aktenstücken des Königl. Geh. Staats-Archivs bearbeitet.
- Überlegungen zu allgemeinen Humanitären Institutionen; und insbesondere über die Hospices von gefundenen Fans: Übersetzungen aus dem ganzen Land, de Krunitz; Veröffentlicht auf Anordnung des Innenministeriums.

- Geschichte des Königlich-Preussischen Geheimen Staats- und Kabinettsarchivs bis 1806. Köln 1993